# Condado de White (Indiana)
O Condado de White é um dos 92 condados do estado americano de Indiana. A sede do condado é Monticello, e sua maior cidade é Monticello. O condado possui uma área de 1 318 km² (dos quais 9 km² estão cobertos por água), uma população de 25 267 habitantes, e uma densidade populacional de 0,19 hab/km² (segundo o censo nacional de 2000). O condado foi fundado em 1834.